# Hadromys
Hadromys är ett släkte av gnagare i familjen råttdjur med två arter som förekommer i södra Asien.
Wilson & Reeder (2005) och IUCN listar följande arter:
- Hadromys humei, lever i nordöstra Indien (delstater Assam och Manipur).
- Hadromys yunnanensis, i södra Kina (delstat Yunnan).

Den senare klassificerades tidigare som underart av den första arten.
Individerna når en kroppslängd (huvud och bål) av 9,5 till 14 cm, en svanslängd av 10,5 till 14 cm och en vikt av 41 till 77 g. Pälsen är på ovansidan mörkgrå, ibland med röd skugga och undersidan har en gul eller orange till vitaktig färg. Även svansen har en svartgrå ovansida och en vitaktig undersida. I motsats till nära besläktade råttdjur som Golunda ellioti har arterna en ganska mjuk päls. Det finns bara enstaka taggar inblandade eller inga taggar alls.
Medlemmar av släktet fångades i bergstrakter mellan 900 och 1300 meter över havet. De flesta vistades i städsegröna skogar. Andra individerna hittades i buskskogar eller i områden med högt gräs. Födan utgörs av löv och gräs. Den mera kända arten Hadromys humei är nattaktiv och gräver i marken.
Arterna hotas av skogsavverkningar samt av skogsbränder och jakt. IUCN listar Hadromys humei som starkt hotad (EN) och Hadromys yunnanensis med kunskapsbrist (DD).